# 以色列駐香港總領事館
以色列駐香港總領事館（希伯來語：‎）是以色列國派駐香港的最高級別外交代表機構，為以色列在華開設的5座使領館之一，總領事館的管轄區範圍包括香港及澳門。
總領事館的辦公室位於香港香港島金鐘夏愨道18號海富中心第二期701室，其轄下部門包括法律和領事處、政治處、新聞處、經濟處、文化處以及行政處，各由一位領事主管其業務。

## 歷史
1970年代初，同中國沒有任何交往的以色列，據地利之便在英屬香港香港島金鐘夏愨道18號海富中心設立總領事館。設館的目的既不是為發展以英關係，也不是為發展港以關係，而是將此作為立腳點，力爭盡早敲開對華外交的大門。兩年後，鑒於這一目的一時難以達到，該館暫時關閉。到1985年，以色列認為時來運轉，以色列內閣專門召開會議研究對華政策。以色列外交部隨即撥款重開撤館10年之久的駐香港總領事館，以香港作為對華觀測及會晤中方要員的據點，同時也因應以港兩地的貿易增長。以方派遣到香港的設館事務籌辦者麥宇仁，於1985年5月領事館投入運作後，即出任第一代總領事。

### 歷代總領事
| 姓名      | 希伯來語名 | 英語名 | 上任   | 離任   |
| --------- | ---------- | ------ | ------ | ------ |
| 麥宇仁    | ‎           |        | 1985年 | 1988年 |
| 師佑恩    | ‎           |        | 1988年 | 1990年 |
| 華崇瀚    | ‎           |        | 1994年 | 1998年 |
| 顏維達    | ‎           |        | 2001年 | 2005年 |
| 本·埃利澤 | ‎           |        | 2005年 | 2008年 |
| 安邁凱    | ‎           |        | 2008年 | 2013年 |
| 高史歌    | ‎           |        | 2013年 | 2017年 |
| 詩愛華    | ‎           |        | 2017年 | 2021年 |
| 藍天銘    | ‎           |        | 2021年 |        |

## 職能
以色列駐香港總領事館除為以色列公民提供辦理以色列護照、庇護及領事服務外，亦為香港和澳門居民提供以色列各類簽證及申請以色列國籍等的申請及資訊服務。

## 相關動向

### 港以交流
以色列的創新及科技發展均舉世知名。以色列政府與香港特別行政區政府簽署了《產業研發雙邊合作諒解備忘錄》，並為合作經費予以支持提供一個堅實的框架。在2013年，香港及以色列兩地的雙邊貿易額達六十二億美元，而該總領事館在2012年設立了經濟部。隨着香港金融及基礎建設的設立、進入中國內地、作為運輸樞紐、靈活的勞動力等的基本優勢，時任總領事高史歌相信，更多的商貿代表團交往和活動將會陸續有來。
以色列駐香港總領事館曾為慶祝以色列國獨立66周年，向香港弱能兒童護助會捐出逾10萬港元，資助來自廣西農村，因罹患右股骨缺血性死亡導致髖關節畸的10歲男童蒙東院到港治療。以色列駐港總領事館與理大在2015年11月合辦以色列周2015，透過連串活動向大學社群介紹以色列的科技、以至文化、音樂和電影。高史歌總領事以「以色列：由奶品及蜂蜜之地到初創之國」為題主持講座，並為活動揭開序幕。
以色列科技公司有意開拓亞洲市場，為香港帶來合作機遇。高史歌總領事與港府代表——創新及科技局局長楊偉雄於12月8日舉行的酒會上聯合宣布推出香港與以色列研發合作計劃。高史歌表示，以色列政府全力支持初創企業，尤其在財政上加大投入，但隨著愈來愈多的創投基金、私募基金流入以色列市場，政府不用花很多錢就能扶持初創企業。在高科技領域，以國有相當大的資金來自香港，或來自中國內地，經香港進入以國投資。

### 「撐警集會」後以色列總領事館相關言論
2017年2月22日，香港警隊4個協會在警察遊樂會舉行特別會員大會，當中有警員上台發言時把受辱警員比喻為第二次世界大戰中被納粹德軍迫害的猶太人，言論惹起公憤。現時社會對警隊的心態，如第二次世界大戰時猶太人被逼害。以色列駐港總領事回應《香港01》記者查詢指，相關比較「不恰當」和「令人遺憾」，希望不要再拿猶太人大屠殺來比較。而警察公共關係科晚上回應指大會上發表的言論並不代表警方立場。關注猶太人被大屠殺歷史的組織亦斥責發言警員及呼應者不尊重史實，事件引起在港猶太人社群關注。警察員佐級協會主席陳祖光迅速「撲火」，指對於有與會人士言論冒犯其他民族或國家，該協會感非常遺憾。
「撐警集會」中，多名警員獲邀上台發言，其中一名陳姓警員說，「我形容我們現在是二次世界大戰，我們是猶太人，我們正被逼害，我們就似被德國納粹逼害的猶太人，對不對？」全場即回答：「係！」
以色列駐港澳總領事館對此言論發表聲明，指有人以猶太人被納粹德軍逼害來作比較，是「不恰當」（inappropriate）和「令人遺憾」（regretful）。聲明又指，不希望再有人發表拿「猶太大屠殺」（Jewish Holocaust）來作比較的言論。

## 鄰近建築物
- 添馬艦
- 添馬政府總部
- 中信大廈
- 金鐘廊商場、統一中心
- 遠東金融中心
- 香港中銀大廈
- 力寶中心
- 太古廣場
- 香港JW萬豪酒店
- 港麗酒店、港島香格里拉酒店
- 夏慤花園
- 金鐘道政府合署

## 外部連結
- 以色列駐香港總領事館（页面存档备份，存于）
- 以色列駐香港總領事館的Facebook專頁